# 福井県道214号日向郷市線
福井県道214号日向郷市線（ふくいけんどう214ごう ひるがごういちせん）は福井県三方郡美浜町内の国道と集落を結ぶ一般県道である。

## 路線概要
地方に良く見られる僻地の集落への連絡線としての役割を担っている県道である。日向集落は三方を日向湖と美浜湾に囲まれた地理的条件にあり、実質的にこの214号が分断した場合陸の孤島となってしまう。美浜町や日向集落の住民にとって非常に重要な県道である。

### 路線データ
- 起点：福井県三方郡美浜町日向
- 終点：同町郷市

## 道路状況
起点附近から暫くは軒先ギリギリの狭路となっているが、日向集落を抜けた辺りからは片側一車線の道路となっている。三方五湖レインボーラインの交差点から終点までは観光客の車両も多く、地域住民の通行も多いので、田舎の県道らしい県道となっている。嶺南の県道の中でも使い勝手の良い県道と言えるだろう。

## 接続路線
- 福井県道273号三方五湖レインボーライン線（美浜町笹田・笹田交差点）
- 福井県道215号久々子金山線（美浜町久々子）
- 若狭広域農道（若狭梅街道）（美浜町松原・松原交差点）
- 国道27号（国道162号重複。美浜町郷市・郷市交差点、終点。）

## 沿線
- 三方五湖
- 三方五湖レインボーライン